# 浮陰島
浮陰島，是在托爾金（J. R. R. Tolkien）的奇幻小說當中，中土大陸極西的島嶼之一。在第一紀元末貝爾蘭陸沉之前，原屬浮陰森林（Taur-nu-Fuin ）部份地區，「憤怒之戰」之後，大部分的貝爾蘭陸地都沉入海底，只有一小部分的陸地並沒有沉入，浮陰島（Tol Fuin）便是其中之一，在未沉沒的貝爾蘭陸地當中，該島面積最大。
與莫玟島、辛姆林島坐落在林頓西北方海外區域。